# Јакеш
Јакеш је насељено мјесто у општини Вукосавље, Република Српска, БиХ. Према прелиминарним подацима пописа становништва 2013. године, пописано је 1.239 становника.

## Историја
Насеље је настало изменом граница општина Вукосавље и Модрича, када је бивше јединствено насеље Јакеш подељено на насеља Јакеш и Вукосавље. Део насеља је припојен насељу Модрички Луг, а део насељу Таревци у општини Модрича.

## Становништво
| Националност       | 1991.          | 1981.          | 1971.          | 1961. |
| Муслимани          | 1.844 (72,42%) | 1.590 (81,12%) | 1.459 (85,62%) |       |
| Хрвати             | 496 (19,48%)   | 195 (9,95%)    | 168 (9,86%)    |       |
| Срби               | 111 (4,35%)    | 60 (3,06%)     | 54 (3,17%)     |       |
| Југословени        | 66 (2,59%)     | 89 (4,54%)     | 1 (0,06%)      |       |
| остали и непознато | 29 (1,14%)     | 26 (1,32%)     | 22 (1,29%)     |       |
| Укупно             | 2.546          | 1.960          | 1.704          | '     |

| Демографија | Демографија | Демографија |
| Година      | Становника  | Становника  |
| ----------- | ----------- | ----------- |
| 1948.       | 1.031       |             |
| 1953.       | 1.133       |             |
| 1961.       | 1.285       |             |
| 1971.       | 1.704       |             |
| 1981.       | 1.960       |             |
| 1991.       | 2.544       |             |
| 2013.       | 1.239       |             |